# Leonard L. Amburgey
Leonard L. Amburgey, né en 1945, est un astronome amateur américain, découvreur de planètes mineures et instituteur dans une public school de profession.

## Biographie
Le 2 juillet 2000, il découvre l'astéroïde Apollon (215188) 2000 NM en utilisant un télescope modeste dans son jardin à Fitchburg, dans le Massachusetts, aux États-Unis (numéro UAI 823). En conséquence, il est devenu le quatrième lauréat du prix James-Benson pour les méthodes de découverte d'objets proches de la Terre par les amateurs.
En 2005, il reçoit le prix d'excellence des anciens de l'Université d'État de Fitchburg (où il a obtenu son diplôme en 1968 et 1973).

## Découvertes
| (10206) 1997 PC2 | 7 août 1997    |
| (215188) 2000 NM | 2 juillet 2000 |